# Rocketman: Music from the Motion Picture
Rocketman (Music from the Motion Picture) es el álbum de banda sonora de la película biografía de 2019 del mismo nombre. El álbum contiene 22 pistas de varios éxitos interpretados por el elenco de la película y una pista recién escrita "(I'm Gonna) Love Me Again" con la voz de Taron Egerton y John juntos. Esta es la única canción con Elton. La canción ganó el Globo de Oro 2019 a la Mejor Canción Original y el Premio de la Academia 2020 a la Mejor Canción Original. La banda sonora también fue lanzada por Interscope Records en vinilo el 23 de agosto de 2019.

## Éxito comercial
El 7 de junio de 2019, el álbum ingresó al Billboard 200 en el puesto 58 y en el número seis en la lista Billboard Soundtracks, vendiendo 6000 unidades equivalentes a álbumes en su primera semana. En la segunda semana, la banda sonora pasó al puesto 50 en el Billboard 200, subiendo un 13 por ciento con otras 12.000 unidades equivalentes a álbumes.

## Lista de canciones
- Autor Elton John & Bernie Taupin, salvo los indicados.
  1. "The Bitch Is Back" – 1:53
  2. "I Want Love" – 2:13
  3. "Saturday Night's Alright (For Fighting)" – 3:10
  4. "Thank You for All Your Loving" – 3:24
  5. "Border Song" – 3:25
  6. "Rock and Roll Madonna" – 2:42
  7. "Your Song" – 4:01
  8. "Amoreena" – 4:20
  9. "Crocodile Rock" – 2:53
  10. "Tiny Dancer" – 5:25
  11. "Take Me to the Pilot" – 3:43
  12. "Hercules" – 5:26
  13. "Don't Go Breaking My Heart" – 1:34
  14. "Honky Cat" – 2:34
  15. "Pinball Wizard" – 2:02
  16. "Rocket Man"– 4:31
  17. "Bennie and the Jets" – 2:28
  18. "Don't Let the Sun Go Down on Me" – 2:40
  19. "Sorry Seems to Be the Hardest Word"– 2:15
  20. "Goodbye Yellow Brick Road" – 4:05
  21. "I'm Still Standing" – 3:58
  22. "(I'm Gonna) Love Me Again" – 4:11

## Posicionamiento en listas
| País           | Posición |
| -------------- | -------- |
| Australia      | 6        |
| Austria        | 38       |
| Bélgica        | 46       |
| Países Bajos   | 81       |
| Francia        | 55       |
| Alemania       | 67       |
| Italia         | 80       |
| Japón          | 49       |
| Nueva Zelanda  | 9        |
| Portugal       | 40       |
| España         | 28       |
| Suiza          | 32       |
| Reino Unido    | 5        |
| Estados Unidos | 4        |